# گورسفید (فیروزکوه)
گورسفید، روستایی از توابع بخش مرکزی شهرستان فیروزکوه در استان تهران ایران است.

## جمعیت
این روستا در دهستان پشتکوه قرار دارد و براساس سرشماری مرکز آمار ایران در سال ۱۳۸۵، جمعیت آن ۹۲ نفر (۲۲خانوار) بوده‌است.